# Bisericile vechi orientale

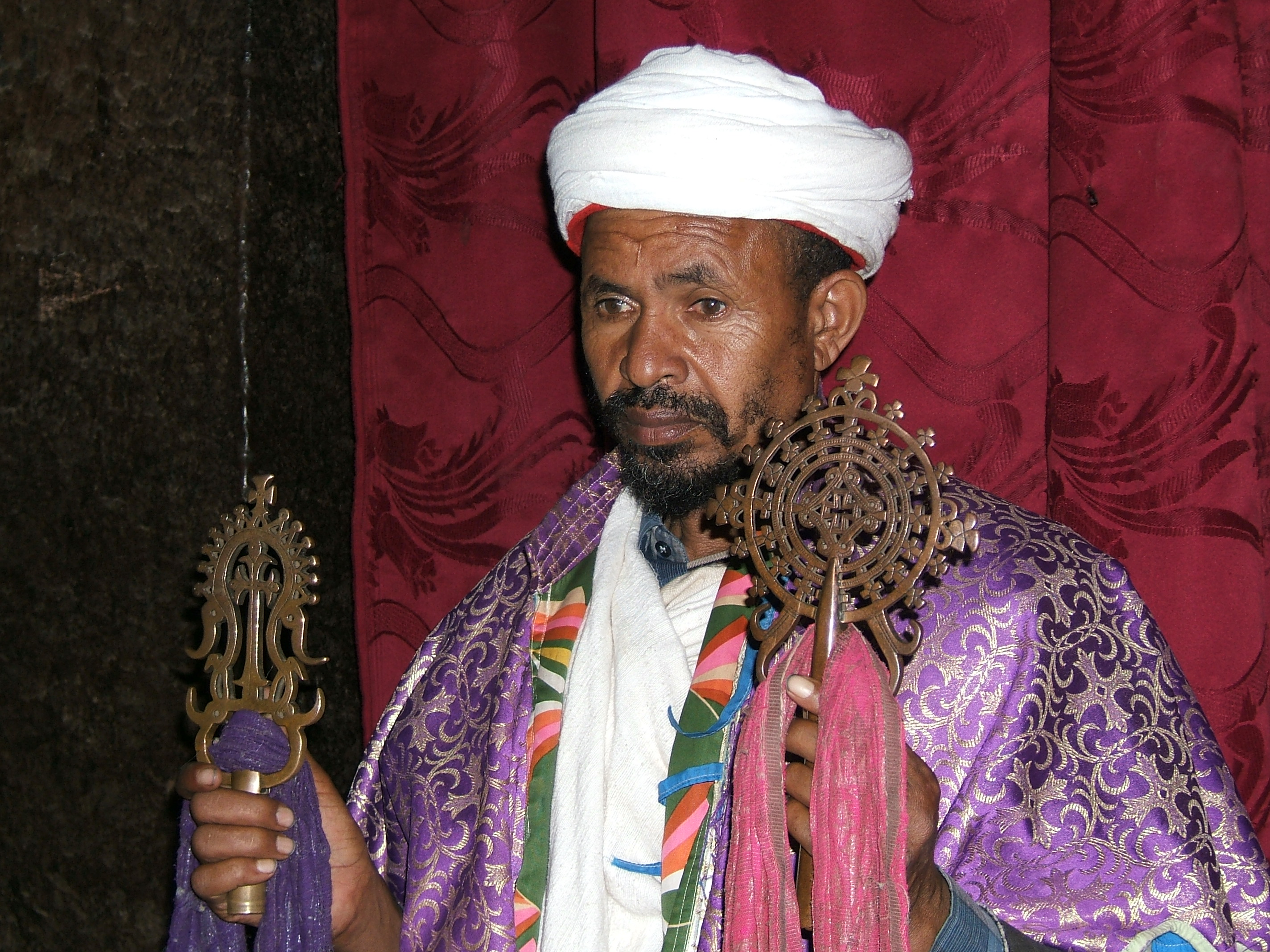
Preot ortodox oriental din Etiopia.

Sub numele de Biserici vechi orientale sunt cunoscute Bisericile apostolice care au refuzat să recunoască hotărârile Conciliului din Calcedon, din anul 451, rupând comuniunea cu Biserica Romano-Catolică și cu Biserica Ortodoxă Răsăriteană.
Aceste biserici se împart în cele denumite sub termenul generic de Bisericile celor trei concilii sau "Biserici necalcedoneene" (care cred că Iisus Cristos a fost Dumnezeu adevărat și om adevărat, însă cu o formulă a lui Chiril din Alexandria) și o Biserică asiriană, ruptă de celelalte după Conciliul din Efes. De asemenea, aceste biserici se autointitulează și Ortodoxe Orientale, de aceea nu trebuie confundate cu bisericile Ortodoxe Răsăritene ce acceptă Conciliul de la Calcedon.
Biserici necalcedoneene:
- Biserica ortodoxă coptă (în Egipt)
- Biserica ortodoxă etiopiană
- Biserica Ortodoxă Siriacă
- Biserica ortodoxă malankară (în sud-vestul Indiei)
- Biserica apostolică armeană